# Château de la Douve
Het Château de la Douve is een kasteel met landgoed in de tot de West-Vlaamse gemeente Heuvelland behorende plaats Loker, gelegen aan de Douanestraat 44-48.

## Geschiedenis
Het oorspronkelijke kasteeltje werd gebouwd in 1840, in opdracht van Josephus Behaghel en diens vrouw Emma-Hortense Van Renynghe de Voxvrie, woonachtig te Belle. Het landgoed was gelegen aan de Belgische kant van de Douvebeek, die hier de grens tussen België en Frankrijk vormt. De Ferrariskaarten (1771-1778) tonen aan dat er ook voordien al enige bebouwing was.
In het park werd een langgerekte vijver aangelegd met bruggetje, een tweede -ovale- vijver, een landhuis met conciërgewoning en tuinmanswoning. In 1840 werd het omschreven als een kasteel met lusthof en water. In 1873 werd de Douanestraat rechtgetrokken, waardoor het domein nog enigszins werd vergroot.
Tijdens de Eerste Wereldoorlog werden alle gebouwen op het domein verwoest. In 1922 werden de gebouwen weer herbouwd naar ontwerp van Charles Laloo.

## Gebouw
Het kasteel is een gebouw van zeven traveeën met hoektoren. De stijl is eclectisch, maar bevat elementen van de Vlaamse renaissance. Verder is er een conciërgewoning met koetshuis en een tuinmanswoning. Er is een beboomd park, een moerassig deel, een boomgaard en een voormalige moestuin. Ook de langgerekte vijver is nog aanwezig.